# Sviluppo marittimo iberico (1400-1600)

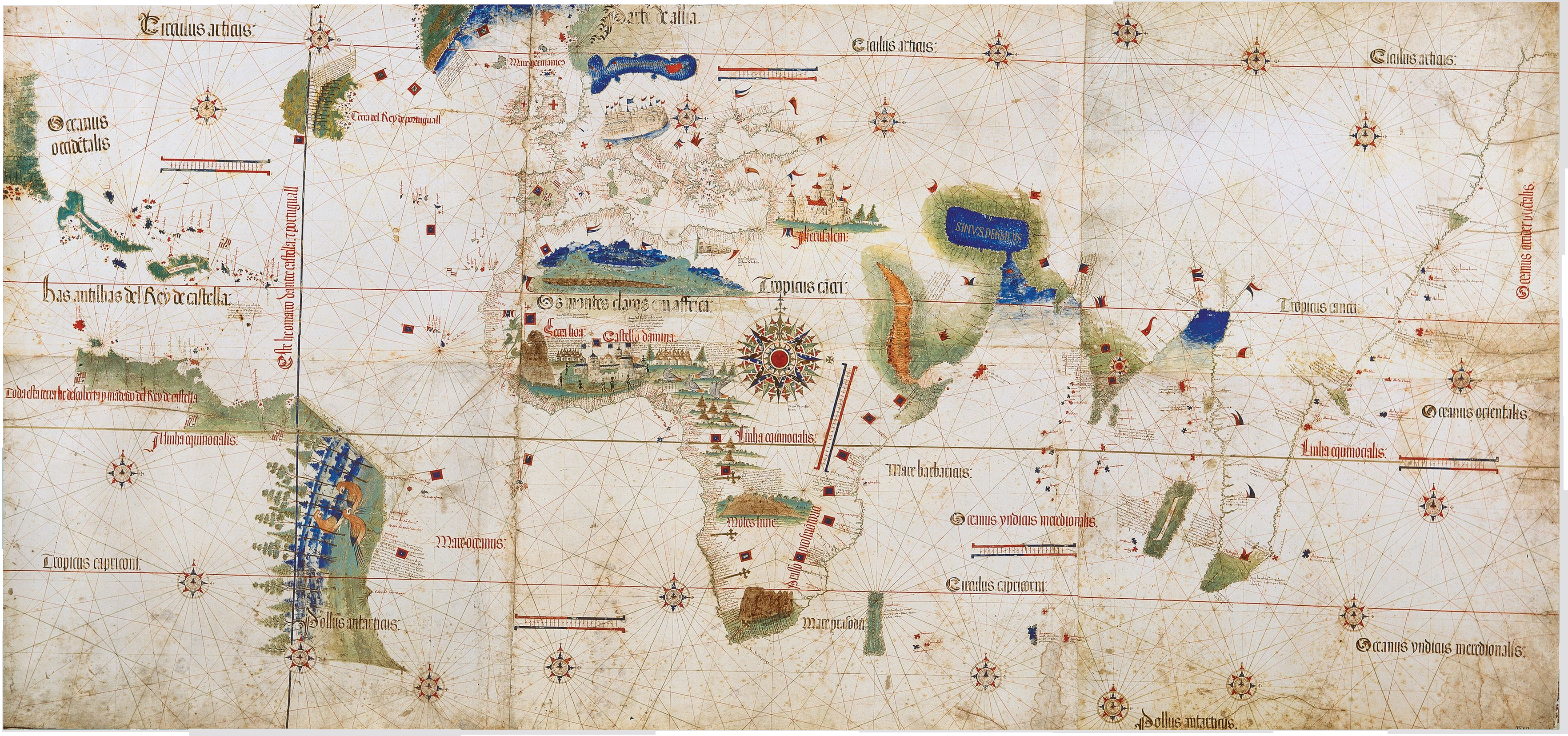
"Planisfero di Cantino" (1502), la prima carta che mostra le esplorazioni di Colombo in America Centrale, Corte-Real a Terranova, Gama in India e Cabral in Brasile. Linea Tordesillas raffigurata, Biblioteca Estense, Modena

I regni iberici apportarono importanti contributi allo sviluppo marittimo durante la cosiddetta "Età delle scoperte".

L'esplorazione e la colonizzazione del mondo da parte della Spagna e del Portogallo furono rese possibili dalle navi che gli iberici svilupparono e utilizzarono a partire dal XV secolo.
La nave che inaugurò l'Età delle scoperte, permettendo ai portoghesi la corsa lungo la costa africana, fu la caravella che gli spagnoli furono poi rapidi a emulare. Sviluppata dal peschereccio nordafricano, era un natante agile, di facile manovra (fond. una maggiore capacità di virata), con un dislocamento di 50-160 t e da 1 a 3 alberi a vela latina che ne facilitava il galleggiamento. La limitata capacità di carico e di equipaggio ne erano i principali svantaggi ma ciò ebbe poca rilevanza fintantoché si trattò di navi destinate all'esplorazione. Tra le famose caravelle ci sono i legni Berrio, Annunciation e le caravelle di Cristoforo Colombo.

I lunghi viaggi commerciali oceanici portarono allo sviluppo di una nave più imponente: la caracca, ottenuta ammodernando le grandi cocche portoghesi, le nau (dislocamento 100-600 t), diffuse sia come mercantili per il Mar Baltico sia come "navi d'armata" per la lotta alla pirateria. La caracca aveva 3-4 alberi a vela miste (sia quadre sia latine), due ponti, poppa alta e arrotondata, cassero e bompresso al dritto, con dislocamento di oltre 500 t. Nel XVI secolo, per i lunghi viaggi verso l'India, il tonnellaggio crebbe sino a 2.000 t.
 
Dalla metà del XVI secolo venne sviluppata una nuova tipologia di nave, sempre destinata a lunghi viaggi oceanici, dalla caracca: il galeone. Si trattò, questa volta, di un natante espressamente sviluppato per scopi bellici, apportando migliorie strutturali alla caracca onde renderla più manovrabile, efficiente in combattimento ed economica da produrre.

## Le spinte politiche dietro allo sviluppo

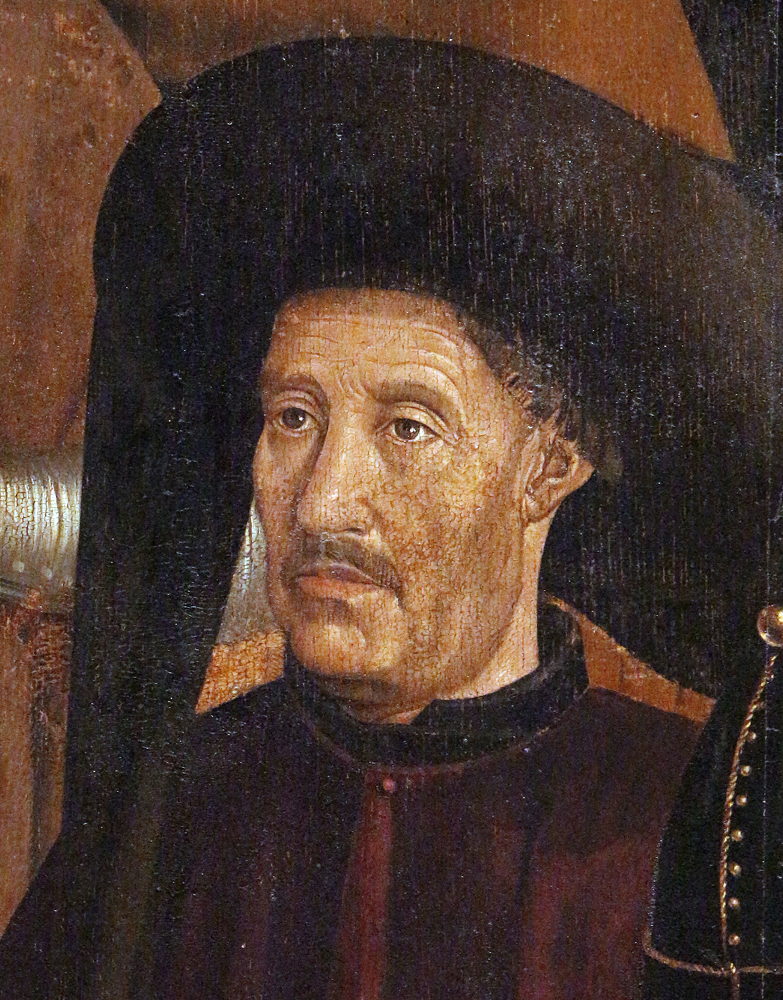
Enrico il Navigatore

In età altomedievale, pochi anni dopo la conquista islamica che aveva creato al-Andalus, si formarono nella penisola iberica vari potentati cristiani (i regni di Castiglia, León, Portogallo, Aragona, Navarra e la Contea di Barcellona) che da una parte avviarono la cosiddetta Reconquista ai danni dei musulmani (i cui frutti divennero però evidenti solo dopo la vittoria cristiana nella Battaglia di Las Navas de Tolosa nel 1212) e dall'altra presero a combattere tra loro per la supremazia in un contesto socio-politico di guerra continua che ebbe nella marineria una sua ovvia valvola di sfogo.
Per evidenti ragioni geografiche, i paesi iberici avevano un maggiore accesso al mare rispetto a gran parte dell'Europa e ciò permise loro di sviluppare una vocazione marinaresca sia per scopi militari sia per scopi commerciali: gli aragonesi, per esempio, si ritagliarono un impero marittimo nel Mediterraneo occidentale.

I portoghesi in particolare, in qualità di popolo più occidentale d'Europa, con le loro coste estese sull'oceano Atlantico e i porti situati sulle coste e lungo i fiumi che vi si riversavano, furono i principali esploratori del Medioevo. Poiché lo sviluppo dei commerci via terra era molto difficile per l'interposizione dei regni di Castiglia e Aragona, spesso ostili, venne naturale cercare di sviluppare i commerci per le vie oceaniche verso Inghilterra, Fiandra e le città della Lega anseatica, oltre che verso il Marocco dal quale s'importava il grano. 

Nel 1414, il principe portoghese Enrico il Navigatore conquistò Ceuta, sulla costa nordafricana vicino allo Stretto di Gibilterra, facendone la prima colonia lusitana d'oltremare e trasformando la Reconquista da crociata difensiva a crociata attiva. I portoghesi si affacciarono con prepotenza sulle vie commerciali trans-sahariane per strappare ai musulmani il controllo sui beni di lusso africani (spezie, oro, avorio e schiavi) e contendere alle repubbliche marinare italiane (fond. Venezia e Genova) il monopolio mediterraneo sui beni di lusso importanti, per tramite della Via della Seta e dell'Impero bizantino, dall'Estremo Oriente. La mossa si sarebbe rivelata doppiamente significativa decenni dopo quando l'Impero ottomano annetté Costantinopoli (1453) ponendo un freno significativo al consumo europeo di beni orientali.
I portoghesi iniziarono a costruire basi a Madera e nelle Azzorre, queste ultime divennero in seguito importantissime (fondamentale lo scalo di Angra), poi veleggiarono a sud e nel 1434 Gil Eanes raggiunse Capo Bojador nel 1434, riportando a Lisbona il primo carico di schiavi africani che da lì sino all'avvio della massiccia importazione di spezie dall'India furono il ramo più redditizio del commercio portoghese. Dieci anni dopo l'impresa di Eanes, gli esploratori lusitani sbarcarono sulle coste del Senegal, della Guinea, poi di Capo Verde e della Sierra Leone, stabilendo avamposti commerciali per beni di lusso (oro, spezie, schiavi e argento) e armi da fuoco. Fu a questo punto l'oro della Guinea che foraggiò la nascente potenza del Portogallo, mettendolo al centro di un fitto interscambio culturale con i potentati musulmani d'Africa (matematici, cartografi e maestri di scure presero a fare la spola da una sponda all'altra di Gibilterra), e scatenando brame revansciste ed emulative negli altri principati iberici. Al volgere del Quattrocento, l'avvenuta unione delle corone di Castiglia e Aragona creò a ridosso del Portogallo una nuova potenza politica pronta a rilevare dai lusitani il primato nell'esplorazione e colonizzazione delle coste oceaniche.

## Il contesto culturale e i mezzi a disposizione

Il Mare clausum iberico durante l'Età delle scoperte

Il contesto culturale della penisola iberica era diverso da quello del resto dell'Europa continentale dal Medioevo, a causa dell'influenza culturale dei Mori e dell'isolamento fornito dai Pirenei. Dottrine, equipaggiamento e tattiche differivano molto dal resto d'Europa.
La prassi bellica iberica preferiva, rispetto ai grandi dispiegamenti di forze, azioni di guerriglia o guerra lampo, con gruppi armati che si spostavano velocemente lungo notevoli distanze, colpivano e tornavano rapidamente al punto di partenza. Soprattutto, gli iberici erano abituati a vedere il "moro"/musulmano come il loro nemico naturale. Non a caso, a Mombasa, Vasco da Gama non si fece scrupolo di saccheggiare i mercantili arabi privi di scorta armata con un atto di bieca pirateria.

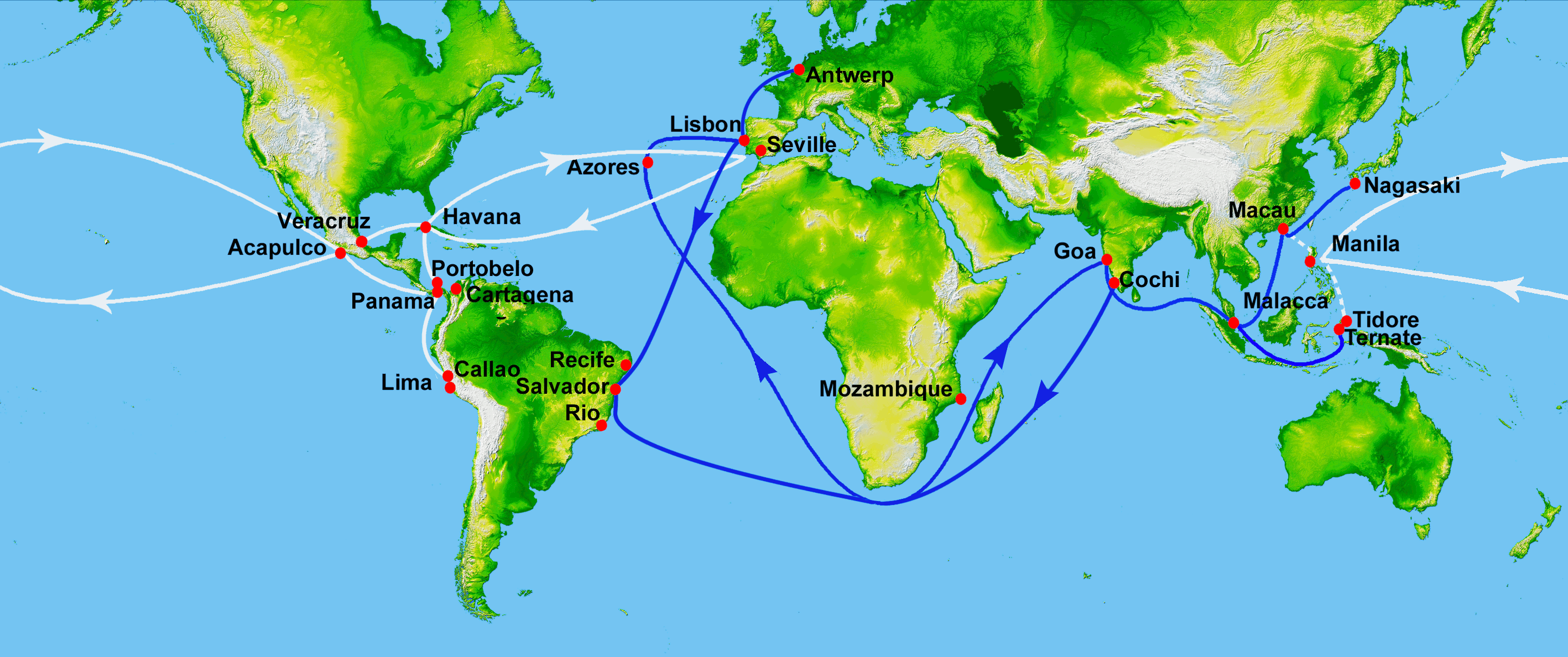
Rotte commerciali portoghesi (blu) e rotte commerciali rivali dei Galeone di Manila (bianche) stabilite nel 1568

La disponibilità del legname, fondamentale per le antiche imbarcazioni, era molto vario nella Penisola iberica. Per il Portogallo la situazione era deficitaria, tanto da spingere la Corona a specifiche misure d'incentivo (es. a Lisbona fu eliminata la tassa sugli alberi dalla foresta reale se destinati ai cantieri navali per natanti oltre le 100 t), obbligando però così i maestri d'ascia lusitani a produrre opere quanto più perfette e tecnologicamente avanzate possibile.

La Spagna disponeva di boschi più diffusi e rigogliosi del Portogallo, seppur non certo illimitati. Il bosco era tendenzialmente difeso e preservato in quanto risorsa per il riscaldamento e l'alimentazione (fond. ghiande e riparo per il bestiame brado) seppur a volte con metodi grossolani come il semplice obbligo di seminare un albero in sostituzione di un altro abbattuto. Solo nel ventennio 1560-70, sotto Filippo II, s'iniziò a mostrare un approccio sistemico alla gestione delle risorse forestali per la marineria, con l'identificazioni di riserve di querce per i cantieri e l'istituzione di corpi di guardia forestale. Gli spagnoli erano eccellenti costruttori navali, tanto da divenire fabbricanti di navi da vendere: gli stessi inglesi comprarono dagli spagnoli sei galeoni per la loro flotta. La costruzione navale s'integrò nell'economia spagnola, sviluppando aree specializzate: es. Siviglia era nota per la riparazione di navi, la fabbricazione di vele e la fabbricazione di biscotti e botti per le disposizioni dei cantieri navali. Questi interessi commerciali hanno finanziato il continuo sviluppo delle navi e il loro progresso tecnologico garantendo risultati sempre maggiori all'esplorazione prima e alla colonizzazione poi.

Molto prima della Spagna, il Portogallo aveva colonizzato le isole atlantiche (Madeira, le Azzorre, Capo Verde, São Tomé, ecc.) e aveva stabilito una rotta che circumnavigava l'Africa, con numerose enclavi costiere lungo la rotta. La creazione di questo impero coloniale mise nelle disponibilità del Portogallo abbastanza foreste per costruire la sua flotta e le entrate per finanziarla. Ad esempio, l'isola di Madeira, lett. "Isola del Legno", era disabitata e coperta di foreste vergini di latifoglie quando fu colonizzata.
Oltre all'esplorazione costiera, le navi portoghesi fecero anche ulteriori viaggi per raccogliere informazioni meteorologiche e oceanografiche. Questi viaggi rivelarono gli arcipelaghi delle Isole Bissagos dove i portoghesi furono sconfitti dai nativi nel 1535, Trindade e Martim Vaz, Arcipelago di San Pietro e San Paolo, Fernando de Noronha, Corisco, Elobey Grande, Elobey Chico, Isola di Ascensione, Bioko, Isole Falkland, Príncipe, Sant'Elena, Tristan da Cunha e il mar dei Sargassi.
La conoscenza delle correnti oceaniche, del vento, degli alisei e dei gyre dell'Atlantico, unitamente alla determinazione della latitudine, portarono alla scoperta della migliore rotta oceanica di ritorno dall'Africa: attraversare l'Atlantico centrale fino alle Azzorre, usando i venti e le correnti che ruotano in senso orario nell'emisfero settentrionale a causa della circolazione atmosferica e dell'effetto "Forza di Coriolis", facilitando la strada per Lisbona e consentendo così ai portoghesi di avventurarsi più lontano dalla riva, una manovra che divenne nota come "volta do mar". Nel 1565, l'applicazione di questo principio nell'Oceano Pacifico portò gli spagnoli alla scoperta della rotta commerciale per Manila.

## Le imbarcazioni

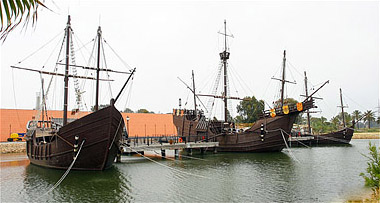
Le navi di Cristoforo Colombo (la Niña, la Pinta e la Santa María) a Palos de la Frontera (Spagna) - replica

Le tipologie di natanti a disposizione in Europa nel Medioevo erano divisibili per area di provenienza e finalità d'utilizzo:
- gli Europei che navigavano nell'Atlantico e nei mari del Nord utilizzavano "navi lunghe" (en. longship) di derivazione vichinga (v.si il dreki) per la guerra e grosse "navi tonde" (en. roundship) per l'attività mercantile[7] che erano grossi velieri monoalbero a vela quadra con cassero e timoni assiali di poppa, come la cocca capace di reggere le acque tempestose del mar Baltico[8];
- nel Mediterraneo, Italiani e Arabi utilizzavano modelli in uso sin dall'antichità: la galea con trazione a remi (comunque "alberabile" in caso di necessità), ottima per il commercio sotto-costa e la guerra, l'imbarcazione prediletta dai mercanti della Repubblica di Venezia; la feluca con trazione a vela latina per viaggi rapidi con piccole necessità di carico; ecc. Soprattutto, i naviganti mediterranei facevano affidamento su strumenti per la correzione della rotta di navigazione[9], come il portolano introdotto sin dal XIII secolo[10].

I portoghesi seppero mescolare queste due differenti tradizioni nautiche sviluppando la caravella prima e la caracca poi in un processo evolutivo complesso.

La caravella nacque dalla necessità di un natante agile che si spingesse là dove la cocca da commercio medievale non poteva (e non voleva) spingersi. Il suo scopo primario era l'esplorazione, la scoperta di nuove rotte, e non necessitava di molto spazio per merci, armamenti e provviste. Era quindi un natante non eccessivamente costoso (le grandi cocche che i portoghesi utilizzavano per commerciare con i paesi del Nord Europa, le nau, costavano spesso l'equivalente 2 mil. $ moderni) ma la cui funzionalità, specie in ratio qualità/prezzo, finì poi per ingolosire i mercanti stessi.

La risposta dell'ingegneria navale lusitana prima e ispanica poi fu la creazione di un ibrido tra i natanti mediterranei affusolati e manovrabili e le navi "tonde" dell'Atlantico che giunse a piena maturazione nel XV secolo. Sul modello base della caravella si aggiunse tonnellaggio, si alternarono vele quadre e latine, e si montarono pezzi d'artiglieria sempre più sofisticati e poco ingombranti.
Entro il XVI secolo, le principali navi in uso erano caravelle e caracche. Con questi legni, Portogallo e Spagna si spartirono gli oceani del mondo, raggiungendo lidi mai nemmeno immaginati nell'Antichità.

La caravelle fu il primo natante moderno evoluto: nata come piccola barca scoperta usata da mercanti costieri e pescatori, venne sviluppata per migliorarne la tenuta marittima e la capacità di carico. La necessità di un natante di supporto, per garantire viaggi oceanici più lunghi, spinse prima verso un ammodernamento delle nau (es. la Santa Maria" di Colombo nel suo primo viaggio attraverso l'Atlantico), poi allo sviluppo di una nuova, potente (seppur ovviamente più lenta) nave da guerra e da carico: la caracca.

Caravelle, nau e caracche crearono una squadra ineguagliabile per gli esploratori: flotte molto manovrabili, dotate di eccellente armamento: in pratica delle batterie d'artiglieria galleggiante per l'epoca. Memore dei successi di Colombo e Dias, Vasco da Gama nel 1497 usò in India due nau di nuova costruzione, ciascuno del peso di almeno 100 t, e una caravella di 50 t. Nel 1502 intraprese un altro viaggio usando dieci caracche/nau e cinque caravelle armate per raggiungere la costa dell'Africa orientale. Queste navi di nuova concezione ebbero facilmente la meglio sui dhow islamici. Magellano stesso ricorse a una flotta di cinque caracche/nau delle quali però una sola tornò indietro dal viaggio di circumnavigazione.
Non bisogna però credere che le imbarcazioni iberiche fossero inattaccabili macchine da guerra. Il "nemico" dell'esploratore, il nativo africano o indio, con la sua canoa a remi facilmente manovrabile, in un ambiente costiero o fluviale, si rivelava un avversario temibile. I nativi potevano navigare vicino alle caravelle e attaccarle pesantemente con dei proiettili per poi fuggire prima che il natante nemico si posizionasse alla distanza di combattimento ideale.
Dalla metà del XVI secolo venne sviluppata una nuova tipologia di nave, sempre destinata a lunghi viaggi oceanici, dalla caracca: il galeone. Si trattò, questa volta, di un natante espressamente sviluppato per scopi bellici, apportando migliorie strutturali alla caracca onde renderla più manovrabile, efficiente in combattimento ed economica da produrre: una nave destinata a portare sul mare i continui, sanguinosi conflitti "globali" che a partire dal Cinquecento avrebbero accompagnato la storia delle potenze europee.
| Nome      | Dislocamento        | Alberi (n.) | Lunghezza (coperta) |
| --------- | ------------------- | ----------- | ------------------- |
| Caravella | 50-180 t            | 1-3         | 18–27 m             |
| Nau       | 100-600 t           | 3-4         | ...                 |
| Caracca   | >500 t (max 2000 t) | 3-4         | ...                 |
| Galeone   | >500 t (max 2000 t) | 4-5         | >40 m               |

### Le caravelle

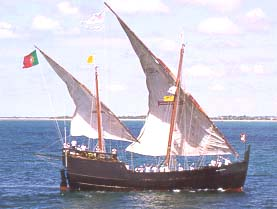
Caravella tp. Caravela Latina - replica

L'etimologia della parola "caravella" è dibattuta ma si ritiene derivi dalla parola greca Καραβος, "nave leggera". Classificabile nel novero delle navi "tonde" e non delle galee, era la tipologia più agile e facilmente manovrabile: il veliero più veloce del tempo. Aveva poppa quadrata, castelli anteriori e posteriori con murate alte, un bompresso e di solito quattro alberi. È difficile guardare in modo specifico l'impianto perché a seconda del periodo e della nazionalità, era soggetto a modifiche. Le prime caravelle non avevano vele quadrate, anche se più tardi, vele quadre sono state issate sul trinchetto per aumentare velocità e tenuta in caso di burrasca. L'impianto più identificabile era una nave a quattro alberi con un albero a vela quadra che rastrellava molto in avanti e tre alberi a vela latina che diminuivano gradualmente di dimensioni. Un altro tipo di caravella era a quattro alberi ma con vele quadre (Q) e latine (L) alternate secondo lo schema L-Q-Q-L. Il tonnellaggio restò invece stabile su 80 t.
Le caravelle sono state progettate appositamente per superare le navi precedenti, pensate per viaggi agili e non molto lunghi. Man mano i viaggi si fecero più lunghi e le caravelle necessitarono di navi da supporto, veri e propri magazzini galleggiati, e nacquero così le nau.
È utile osservare le caravelle in tre fasi distinte della loro storia tecnologica: (i) le caravelle arcaiche; (ii) le caravelle degli esploratori; e (iii) le caravelle "da guerra" (Caravela de Armada).
 
Le caravelle arcaiche erano piccole barche da pesca, incapaci di navigare in mare aperto (alcune non avevano nemmeno alberi). Al tempo delle Esplorazioni, le navi da mare aperto in uso erano le grandi nau, la barcha e i barinelli, usati da portoghese Gil Eanes nel 1434 per raggiungere Capo Bojador. La barcha pesava 25-30 tonnellate, era parzialmente coperta ed era considerata una nave a vela sebbene potesse essere condotta a remi con 14-15 uomini che di solito potevano riempire la capacità della nave. Il barinello era simile, sebbene leggermente più grande. Navi molto diffuse ma piccole, lente, ingestibili per l'esplorazione e penalizzate dai forti venti di nord-est lungo la rotta di ritorno in Portogallo pur con l'aggiunta di remi e vele quadre. C'era bisogno di navigli più grandi, per equipaggi più numerosi e maggior carico, oltre che più manovrabili.
L'innovazione scattò quando i costruttori compresero che lo scarso pescaggio della caravella arcaica, di probabile origine egiziana, facilitava il commercio fluviale e l'esplorazione della costa, oltre ai vantaggi di manovrabilità garantiti dalla vela latina. La tipica caravella portoghese (po. Caravela Latina), rivoluzionaria per l'epoca, aveva un tonnellaggio di 50 t, lunghezza di 20–30 m, larghezza di 7–8 m, vele latine su alberi alti 2/3 e spesso senza bompresso. Un natante veloce, manovrabile con pochi uomini, con scarse capacità di carico e di combattimento. La Latina, utile per l'esplorazione della costa africana, non andava bene per l'Oceano. Si sviluppò così la Caravela Redonda, più grande, con 3-4 alberi e vele quadre per la navigazione oceanica. Questi miglioramenti hanno reso possibile la navigazione dell'intero Atlantico senza troppa incertezza.
La Redonda continuò a evolvere il suo impianto velico, divenendo la Caravela de Armada ora pienamente utilizzabile per scopi militari. Sugli alberi s'issavano più vele, iniziando a distinguere la randa dalle vele sopra-pennone (en. topsail), non mancava più il bompresso e apparve il c.d. "nido di corvo" per l'avvistamento del nemico. Si mantennero però anche navigli agili, porta-ordini: il tp. Caravela de Mexerguerira. L'evoluzione fu costante e alla fine alcune caravelle, tp. Caravela en la modal Andalucia, dismisero le vele latine e svilupparono una prua più alta, per massimizzare la navigabilità nell'Atlantico. La Spagna era una potenza formidabile sull'Atlantico e sul Mediterraneo perché sapeva come adattare le sue navi allo scopo e all'ambiente in cui navigavano che si trattasse di galere per la guerra o d'imbarcazioni per l'esplorazione. Alla fine del XVII secolo, le caravelle non venivano più utilizzate per l'esplorazione, sostituite dagli agili patachi a due alberi, e tornarono a essere navi da pesca per i galiziani.

### Lenau
Pur versatile, la caravella, poiché leggera, era suscettibile ai capricci della navigazione oceanica. Per i viaggi di lunga percorrenza, i portoghesi continuarono ad affidarsi ad una tipologia di natante già in uso durante il Medioevo, la nau, un veliero in uso anche ai genovesi, di grandi dimensioni, sviluppato a partire dal modello della cocca ed ampiamente utilizzato nella lunga rotta commerciale dal Mediterraneo al Baltico. Aveva un'alta opera morta (a differenza della caravella), tre alberi a vela quadra (albero maestro, albero di mezzana e albero di trinchetto), bompresso, cassero sia a poppa sia a prua, poppa arrotondata: v.si la São Gabriel, Ammiraglia di Vasco de Gama nella spedizione verso l'india del 1497.
L'utilizzo della nau era prettamente commerciale: in ragione dell'ampio dislocamento (anche 500-600 t, seppur i modelli di fine Quattrocento, es. la São Gabriel, siano stimate a non oltre 100 t), veniva utilizzata come nave da carico per riportare in patria i preziosi materiali che gli esploratori trovavano nelle terre scoperte. Nell'Età delle Scoperte, venne pertanto utilizzata sempre in sinergia con la caravella in flottiglie miste, nelle quali le funzioni esplorative e militari furono sempre affidate alle più agili caravelle, per l'appunto poi evolutesi come "caravelle d'armata": già la flotta della prima spedizione di Colombo, nel suo piccolo, esemplifica questo schema.
L'etimo portoghese nau (genericamente "nave") restò in uso per indicare tutti i natanti di grandi dimensioni e rende oggi difficile identificare il momento preciso in cui le vecchie nau propriamente dette vennero sostituite dalle caracche.

### Le caracche

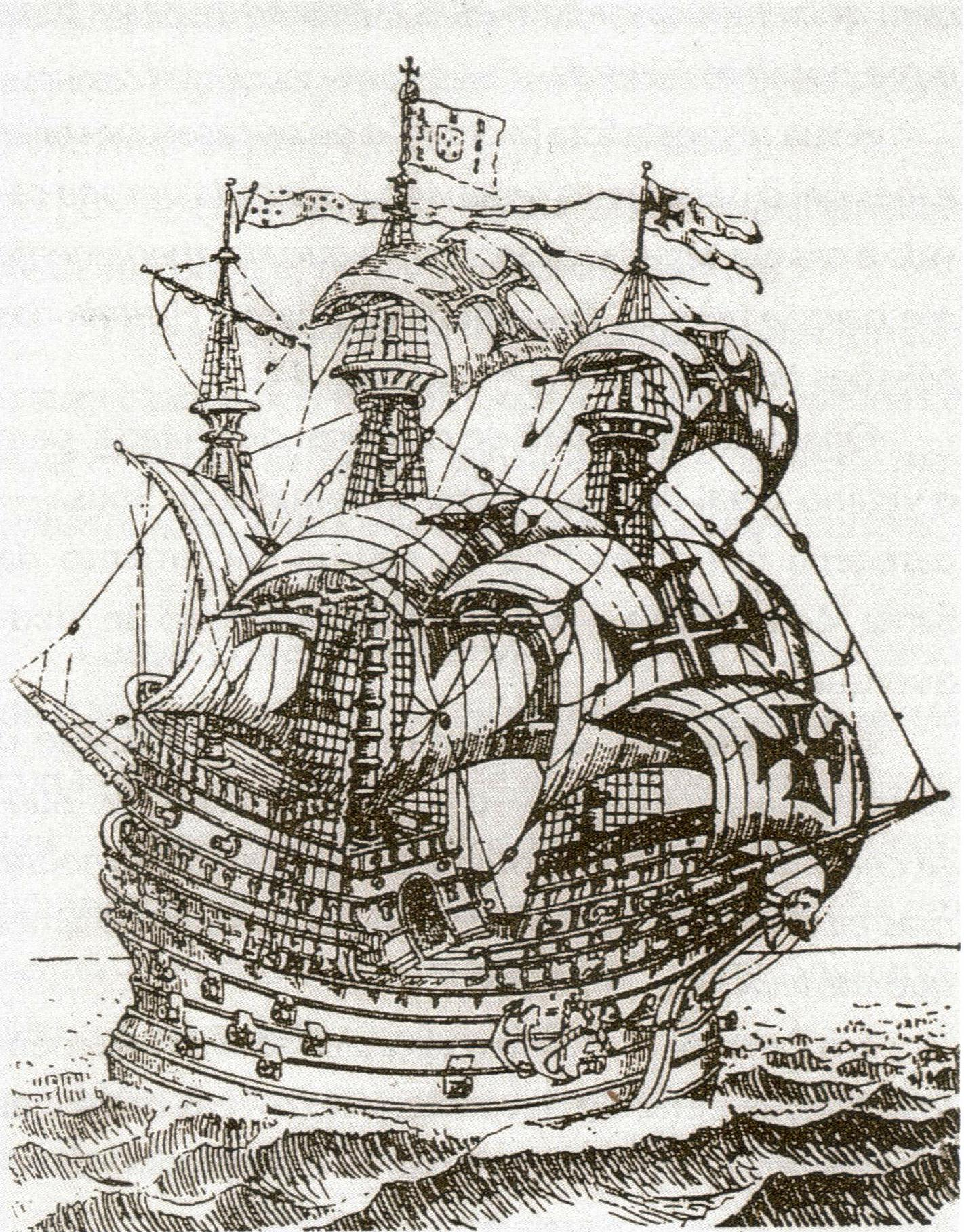
La caracca Flor de la Mar (varata 1501-1502), nel "Roteiro de Malaca" (XVI secolo).

Nel corso del XVI secolo, la caracca, una tipologia di veliero in uso nel Nord Europa prettamente per scopi bellici, venne ibridato dai carpentieri iberici con la nau, ottenendo un natante da carico ma con migliori capacità belliche della nau. La caracca avevano poppa alta ed arrotondata (ma non rotonda, com'era invece nella cocca), con cassero molto pronunciato e bompresso, e prua rinforzata da un castello. Gli alberi, di altezza differente, erano l'albero di trinchetto e di maestra (il più alto) a vele quadre, formati da fuso maggiore e albero di gabbia, e l'albero di mezzana a vele latine. Era a volte presente un quarto albero detto "di bonaventura" anch'esso armato a vela latina.

Una caracca a tre alberi standard aveva 6 vele in tutto: vela di trinchetto con basso parrocchetto, vela maestra con bassa gabbia, vela di mezzana e vela di bompresso.

Nel tardo Quattrocento, le caracche avevano un dislocamento equiparabile con le grosse nau (500-600 t) ma, al termine del secolo successivo, divennero i navigli più grandi dell'epoca: peso spesso superiore alle 1.000 t; a volte anche 2.000 t.
Le differenze tra la carracca e la nau erano: il dislocamento maggiore (le nau non superavano le 500 t); lo scafo rinforzato da cintura corazzata e costolonatura in legno (c.d. bulárcamas), con impianto di perforazione più sofisticato; i castelli di poppa e prua molto più pronunciati e sviluppati; gli alberi di dimensioni differenti, tutti dotati di coffa, e l'uso più libero della vela latina (nella nau relegata all'albero di mezzana).

### I galeoni

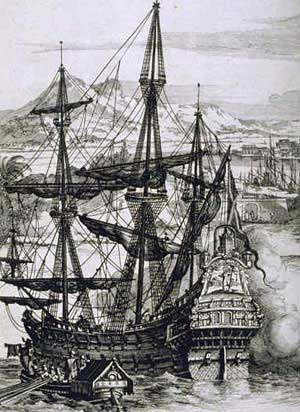
Un galeone spagnolo - stampa dell'epoca

Il capillare diffondersi nell'Europa del XVI secolo di conflitti armati sempre più estesi e duraturi ebbe le sue ripercussioni anche nella marineria. Tanto quanto un regno era chiamato a dimostrare con la potenza delle sue armate il proprio potere, così un nascente impero coloniale doveva dimostrare la propria forza con grandi e potenti navi da guerra. Nacque così il galeone, costruito appunto a cavallo tra XVI e XVII secolo come nave da guerra e veicolo di trasporto per i preziosi tesori trasbordati dalle Americhe e dall'Estremo Oriente nella Penisola iberica.
È importante notare le peculiarità ingegneristiche del galeone frutto della sua vocazione militare. In primis lo scarso numero di ponti, cosa che li rendeva più aggraziati e più facili da gestire per i marinai. Ciò non significa che fosse il naviglio dal design perfetto: era grande e ingombrante, specie se confrontato con i navigli agili della marina britannica del tempo. I galeoni avevano tre livelli mentre le grandi navi ne avevano quattro. Un'altra differenza sostanziale stava nella forma della prua e della poppa. La prua, priva di castello, era compatta e arrotondata (laddove le caracche aveva prua allungata e voluminosa), dalla quale protendeva però un rostro similare a quello della galea ed una polena su cui appoggiava il bompresso. La poppa era invece molto voluminosa e incastellata, con un grande specchio quadrato e diversi livelli di stretti ponti. Non mancavano poi varianti architettoniche "reginali", come la presenza di scivoli per rafforzare i lati. La parte anteriore e quella principale erano realizzate con top rotondi ed erano in grado di trasportare percorsi e topsails oltre ad avere uno o due mezzane in ritardo. In breve, "il galeone era a tre alberi e truccato quadrato, di solito con due ponti e con le sue batterie principali sui lati".
Dopo il fallimento dell'Invincibile Armata, il galeone perse molto prestigio. Entro il XVII secolo erano già state progettate nuove navi che si sarebbero adattate meglio alle esigenze degli imperi iberici (es. il vascello). Il crescente impegno bellico terrestre degli Imperi iberici e il loro sistematico declino in favore di nuove compagini statali più forti (fond. Francia e Inghilterra) portò poi al progressivo declino della loro potenza marittima contestualmente al termine dei loro investimenti tecnologici.